# Partido judicial de Toledo
El Partido judicial de  Toledo es uno de los 7 partidos judiciales en los que se divide la  la provincia de Toledo en la comunidad autónoma de Castilla-La Mancha, siendo el partido judicial n.º 5 de la provincia de Toledo.
El ámbito territorial, que viene regulado por el Real Decreto 529/1983, de 9 de marzo, comprende los municipios de :
Argés, Bargas, Burguillos de Toledo, Casasbuenas, Cobisa, Cuerva, Gálvez, Guadamur, Hontanar,  Layos, Magán, Menasalbas, Mocejón, Nambroca, Navahermosa, Noez, Olías del Rey, Polán, Pulgar, San Martín de Montalbán, San Pablo de los Montes, Toledo, Totanés y Las Ventas con Peña Aguilera